# Sebastián Eguren
Sebastián Eguren Ledesma (Montevideo, 8 gennaio 1981) è un ex calciatore uruguaiano, di ruolo centrocampista.
Possiede il passaporto svedese.

## Carriera

### Club
La carriera di Eguren parte nel suo paese, l'Uruguay, nel Montevideo Wanderers, con cui, da diciottenne, fa il suo debutto in campionato. Il Nacional sceglie di prelevare Eguren a 22 anni, permettendogli di giocare la Coppa Libertadores, e concedendogli una maggior visibilità internazionale.
Nel 2005 lo compra il Rosenborg, ma gioca poco e nel corso della stagione viene mandato in prestito all'Hammarby IF, che lo acquista in via definitiva l'anno successivo. Nel gennaio 2008 è il Villarreal ad assicurarsi il giocatore in prestito. Convinto dalle sue prestazioni, la squadra di Manuel Pellegrini lo acquista in via definitiva a maggio. Il 15 ottobre 2008 subisce uno stiramento ed è costretto a rimanere fuori dai campi per 5 settimane. Al rientro è il titolare del centrocampo dei canarini dove forma un'ottima coppia con il nazionale spagnolo Marcos Senna contribuendo al piazzamento del 5º posto nella Primera División valido per l'accesso diretto alla nuova Europa League.
Sebastian inizia la nuova stagione 2009-2010 ancora una volta da titolare sotto la nuova guida di Ernesto Valverde, subentrato a Pellegrini (divenuto tecnico del Real Madrid Club de Fútbol), ma le difficoltà incontrate dalla squadra in campionato fanno sì che Eguren sia alternato spesso agli altri giocatori della rosa; in Europa League segna un gol di testa all'Olimpico di Roma nella sconfitta per 2-1 maturata contro la Lazio. Proprio la società biancoceleste, durante il mercato di gennaio, trova l'accordo per la sua acquisizione con la formula del prestito con diritto di riscatto ma, nonostante il giocatore fosse già sbarcato a Roma, scelto il numero di maglia e sostenuto le visite mediche, a causa di una presunta malformazione cardiaca riscontratagli proprio dai medici del club biancoceleste, la Lazio fu costretta a rinunciare al suo ingaggio, così Eguren fu subito girato in prestito dal Villarreal agli svedesi dell'AIK.
Dopo l'avventura in terra scandinava, si trasferisce nell'estate del 2010 ancora una volta in Spagna, questa volta allo Sporting Gijón a titolo definitivo.

### Nazionale
Dal 2001 è membro della Nazionale uruguaiana, con la quale ha partecipato alla Copa América 2001, all'età di 20 anni.

## Palmarès

### Club

#### Competizioni nazionali
- Supercoppa di Svezia: 1

AIK: 2010

### Nazionale
- Coppa America: 1

2011